# Potenti Vendicatori
I Potenti Vendicatori (Mighty Avengers), sono un supergruppo di supereroi dei fumetti, creato da Brian Michael Bendis (testi) e Frank Cho (disegni), pubblicato dalla Marvel Comics.
Creatosi in seguito a Civil War, con l'obiettivo di trovare i superumani che rifiutano di aderire all'Atto di registrazione dei superumani. Fondatore e membro del gruppo è Iron Man, che ha scelto i componenti del gruppo insieme a Miss Marvel.
Con l'arrivo del Dark Reign, il team ha cambiato formazione, includendo alcuni dei Vendicatori "classici".

## Formazione originale
Il gruppo è formato da:
- Iron Man, membro fondatore dei Vendicatori nonché organizzatore e capo di questo gruppo e direttore dello S.H.I.E.L.D.
- Ms. Marvel, alias Carol Danvers, guida del gruppo nominata da Iron Man;
- Vedova Nera, alias Natasha Romanoff, ex spia russa nonché una delle vecchie fiamme di Tony Stark.
- Ares, dio della guerra greco, inserito perché ha delle caratteristiche simili a Wolverine e Thor.
- Sentry, alias Robert Reynolds, detto "l'Eroe più forte della Terra".
- Wasp, alias Janet van Dyne, membro fondatrice dei Vendicatori ed ex moglie di Hank Pym.
- Wonder Man, alias Simon Williams, ex stuntman ed attore, ora eroe dalla forza sovraumana.

In seguito al gruppo si è unita l'ex ribelle Jessica Drew alias la Donna Ragno, imposta da Stark dopo che quest'ultima gli ha portato il cadavere Skrull con le sembianze di Elektra trovato dai Nuovi Vendicatori in Giappone; Wasp, Ms. Marvel e in particolare la Vedova Nera inizialmente si oppongono al suo ingresso in squadra, ma alla fine l'accettano, con qualche riserva.

## Storia del gruppo
I Potenti Vendicatori sono stati formati da Iron Man, diventato direttore dello S.H.I.E.L.D., allo scopo di catturare i ribelli alla Registrazione, dopo la conclusione della guerra civile fra supereroi, oltreché per difendere lo Stato di New York, in quanto il gruppo fa parte dell'Iniziativa dei cinquanta Stati. Nonostante ciò, i Potenti Vendicatori si prefiggono di difendere il mondo intero. Amano definirsi i Vendicatori a discapito dei Vendicatori ribelli, che non considerano eroi ma solo criminali. Hanno anche una divisione canadese chiamata Omega Flight. La loro base è la Stark Tower.
Nella loro prima storia i Potenti Vendicatori causano un black out mondiale affrontando Ultron e l'Uomo Talpa.

### World War Hulk
Durante World War Hulk il gruppo si allea con i Nuovi Vendicatori per fermare Hulk e i suoi Fratelli di guerra, ma vengono sconfitti facilmente dagli alieni che si dimostrano più potenti e preparati di loro.
I Potenti Vendicatori affronteranno, assieme ai Nuovi Vendicatori, un'epidemia dovuta ad un virus alieno che ha contagiato tutta New York, tramutando gli abitanti in simbionti simili a Venom.

### Secret Invasion
Dopo aver scoperto che Elektra e Freccia Nera erano Skrull, Iron Man ha iniziato a sospettare che vi siano infiltrati anche fra i Potenti Vendicatori.
Dopo essere andati nella Terra Selvaggia ed aver affrontato, al fianco dei Nuovi Vendicatori, un gruppo di skrull con le sembianze di alcuni supereroi, il team si è recato a New York per lo scontro finale con gli alieni: qui Jessica Drew si è rivelata la regina skrull Veranke, ed è stata uccisa in diretta mondiale da Norman Osborn, che sostituisce Stark a capo dell'Iniziativa.

### Dark Reign
Con l'arrivo di Norman Osborn al posto di Tony Stark, i potenti Vendicatori subiscono un radicale cambiamento: Iron Man diventa il ricercato numero uno al mondo, Ms. Marvel lascia il gruppo per unirsi al team di Luke Cage, per aiutare lui e Jessica Jones a ritrovare la loro bambina, rapita dal sostituto alieno di Jarvis; anche la vera Jessica Drew si unisce a loro, non avendo altro posto dove andare. La Vedova Nera collabora col nuovo Capitan America, mentre di Wonder Man si perdono le tracce; soltanto Ares e Sentry vengono inclusi nei Vendicatori di Osborn.

## La nuova formazione
Mentre il mondo è avvolto da misteriosi cataclismi di origine sovrannaturale, Jarvis si reca in Oklahoma per contattare Thor, ma lo Stato scompare misteriosamente; ritrovatosi al confine col Texas, il fedele maggiordomo viene raggiunto da Ercole e Amadeus Cho, che cercano di formare un nuovo team di Vendicatori per affrontare la minaccia. Jarvis li convince a reclutare Hank Pym (ora noto come Wasp) come leader del gruppo.
Nel frattempo, una rediviva Scarlet sta radunando altri supereroi da varie parti del mondo: i due Giovani Vendicatori Visione e Stature, il supersoldato statunitense U.S. Agent e il possente Hulk. Il gruppetto si ritrova a Wundagore, città natale di Scarlet, da dove hanno origine tutti i cataclismi; al grido di «Vendicatori Uniti» gli eroi decidono di formare una squadra, così composta:
- Wasp II, membro fondatore dei Vendicatori, scienziato e capo di questo gruppo;
- Jocasta, assistente robotica di Pym;
- Visione, versione adolescente del celebre androide;
- Ercole, il principe della forza, il leone dell'Olimpo;
- U.S. Agent, alias John Walker, supersoldato americano ed ex Capitan America;
- Hulk, in origine membro fondatore dei Vendicatori;
- Stature, alias Cassandra Lang, membro dei Giovani Vendicatori e figlia del defunto Scott Lang;
- Scarlet, strega mutante figlia di Magneto (in realtà Loki sotto mentite spoglie: la squadra è una sua manipolazione).

Hulk, come fece col gruppo originale, abbandona dopo la prima avventura.
Si è unito poi al team anche Quicksilver, dicendo alle telecamere di tutto il mondo di essere anch'esso stato sostituito dagli skrull. Jarvis e Pym sanno bene che il mutante mente, ma hanno deciso ugualmente di includerlo nel team, per concedergli una seconda occasione di riscatto. Pietro sembra voler stare alle regole, ma in realtà desidera solo ritrovare l'amata sorella (non sapendo che la Wanda che ha riunito il gruppo è in realtà Loki).
I Vendicatori riescono a fermare Chton ed Hank, per costruire una nuova base usando Jocasta, ingaggia una lotta "amichevole" con i Fantastici Quattro. Alla fine della battaglia, dove la Torcia Umana e la Cosa si sono scontrati con Ercole e Visione, Hank e Reed trovano un accordo e Mister Fantastic consegna a Wasp un congegno che servirà a costruire un nuovo palazzo per i Potenti Vendicatori di dimensioni infinite.
In seguito, Quicksilver e U.S. Agent, scoprono in Cina un vecchio re Inumano, detto l'Innominato, che affronta l'Uomo Collettivo, l'Uomo Radioattivo e un gruppo di supereroi cinesi, sconfiggendoli facilmente in pochi secondi. A quel punto, U.S. Agent capisce che l'unico modo per sconfiggerlo è radunare tutti i Vendicatori, non solo quelli di Pym, ma anche i Nuovi Vendicatori, l'Iniziativa e i Vendicatori di Norman Osborn, quindi inviano una richiesta d'aiuto al palazzo infinito dei Potenti Vendicatori; il messaggio viene intercettato e cancellato da Loki, nei panni di Scarlet, che però viene scoperta da Stature. Cassie cerca di informare gli altri compagni, ma viene bloccata da un incantesimo che le impedisce di parlare male di lei in sua presenza.
Cassie trova una scusa per andare a trovare i Giovani Vendicatori per informarli di Scarlet. Wiccan fa un incantesimo per portarla lì, perché lui e suo fratello Speed sono curiosi di conoscere la loro madre, senza sapere che al suo posto è arrivata Loki, che ingaggia una violenta lotta con i Giovani Vendicatori, interrotta da Clint Barton, che irrompe sulla scena in cerca di risposte.